# Маргерита Алдобрандини
Маргерита Алдобрандини (на италиански: Margherita Aldobrandini; * 29 март 1585, Каподимонте, Лацио; † 9 август 1646, Парма, Херцогство Парма и Пиаченца) е принцеса от рода Алдобрандини и чрез брак херцогиня на Парма и Пиаченца (1600 – 1622), както и регентка на Парма и Пиаченца (1626 – 1628).

## Произход
Тя е най-голямата дъщеря на генерал Джовани Франческо Алдобрандини (* 1545, † 1601), принц на Мелдола и Сарсина, и на съпругата му Олимпия Алдобрандини (* 1567, † 1637), принцеса Кампанели, племенница на папа Климент VIII. Има четири братя и три сестри:
- Силвестро (* 1587; † 1612), кардинал (1603 – 1612);
- Елена (* 1590, † 1663), херцогиня на Мондрагоне като съпруга на Антонио Карафа дела Страдера
- Джорджо (* 1591, † 1637), 2-ри принц на Мелдола и Сарсина, съпруг на Иполита Лодовизи
- Катерина Леза (* 1594, † 1620), принцеса на Авелино като съпруга на Марино II Карачоло
- Иполито (* 1594, † 1638), кардинал (1623 – 1638);
- Пиеро (* 1600, † 1630), херцог на Карпинето, съпруг на Карлота Савели
- Мария (* 1601, † 1657), маркиза на Караваджо като съпруга на Джовани Паоло II Сфорца

## Биография
През 1593 г. по покана на нейния чичо папата родителите на Маргарита се преместват в Рим. Папата иска да укрепи позицията на сем. Алдобрандини в Папската държава. Бащата на Маргерита се радва на особено доверие, дадени са му титлите на граф на Сарсина и на Мелдола (през 1597 г. издигнат в ранг на принц), а майка ѝ е любимата му племенница. Папата също помага на децата им: той прави най-големия им син Салвестро кардинал, а за най-големите им дъщери Маргарита и Елена започва да търси съпрузи в суверенните домове. Като ухажори на Маргарита той разглежда кандидатурите на принцовете от родовете Савоя и Медичи и дори на френския крал Анри IV. Кандидатите обаче не проявяват интерес към предложението. От 1598 г. папата започва преговори за брака на Маргарита с Ранучо I Фарнезе, херцог на Парма и Пиаченца. Този брак установява мир между семействата Алдобрандини и Фарнезе и води до политически съюз между Светия престол и Херцогство Парма и Пиаченца. По време на дългите и трудни преговори страните се договарят за размера на зестрата на булката, по-голямата част от която е платена от хазната на Папската държава. Брачното споразумение е подписано в Рим с активното участие на испанските дипломати и кардиналите Пиетро Алдобрандини и Одоардо Фарнезе.
На 7 май 1600 г. в Рим папа Климент VIII отпразнува брака между Ранучо и Маргерита. По желание на папата сватбата се състои без специални тържества, но това събитие в алегорична форма е отразено в изкуството и литературата на онова време. С този съюз Ранучо си гарантира богата зестра и автономията на херцогството, все още е феодално владение на Църквата, поверено на семейство Фарнезе. Смята се, че сватбата на херцога и дъщерята на племенник на папата е вдъхновила цикъла от стенописи, озаглавен „Любовта на боговете“, дело на Анибале Карачи и неговото студио, разположен в западното крило на Палацо Фарнезе в Рим.
На 4 юни, заедно със съпруга си, Маргерита напуска Рим за Парма, придружена от въоръжена охрана и шествие на пармската аристокрация. По време на пътуването младоженците посещават Витория Фарнезе, съпруга на херцога на Урбино и леля на съпруга на Маргарита. На 1 юли те пристигат в Херцогство Парма и Пиаченца. Младата херцогиня прекарва лятото в замъка в Торкиара в очакване на приключването на ремонтните дейности на Херцогския дворец в Парма. Тържественото им влизане в столицата на херцогството е в началото на октомври.
Двойката има девет деца, но Маргерита не може да забременее дълго време; тя има няколко спонтанни аборта и първите две деца, които успява да има през първите десет години от брака си, живеят само няколко часа. Роднините ѝ знаят за здравословните ѝ проблеми още преди брака; освен това тя претърпява няколко операции. Въпросът за вероятното безплодие на тогавашната съпруга на херцога на Парма е известен и на нейния по-малък брат, кардинал Одоардо Фарнезе, който обаче не информира младоженеца. Историците вярват, че кардиналът се е надявал по този начин да бъде наследник на херцогския трон на Парма след смъртта на бездетния си по-голям брат; но през 1605 г. херцог Ранучо I легитимира своя извънбрачен син Отавио Фарнезе, който, за голямо неудоволствие на Маргерита, довежда в Херцогския дворец и започва да го обучава и възпитава като свой наследник. Ранучо, който вярва в ефикасността на вещерството, се убеждава, че е жертва на нечие проклятие. След като опитва всички медицински методи, той се обръща към астролози и екзорсисти, започва да пости и щедро раздава милостиня. Накрая нарежда да се започне разследване на делото за магьосничество, което установява, че съпругата му е била наранена от бившите любовници на херцога, красивата благородничка Клаудия Кола и нейната майка Елена, наречени „Римлянките“. Жените са осъдени и затворени в затвора „Рокета“.
Според някои изследователи херцогът е предал наследствено затлъстяване на следващите представители на Дом Фарнезе. За радост на Маргерита незаконният му син Отавио Фарнезе е отстранен от двора; недоволен от загубата на позицията си на наследник, той става участник в заговор срещу баща си, който е разкрит, след което е затворен в затвора „Рокета“ до смъртта си.
Като повечето политически бракове на сем. Фарнезе бракът на Маргерита е нещастен. Интересите на роднините на херцогинята и съпруга ѝ често се припокриват, което води до конфликти между тях. Избухливият и жесток херцог не променя любовните си навици: Маргерита трябва да бъде търпи извънбрачните връзки на съпруга си. Според съвременниците херцогинята има мек характер. Тя е благочестива жена, помага на бедните и болните, покровителства монасите, особено Театинците, на които през 1629 г. помага да се установят в църквата „Санта Кристина“ в Парма. Маргарита обича изкуството и поезията, посещава поета Клаудио Акилини, на когото помага да получи професорско място в Пармския университет. Само веднъж в годините на техния брак херцогинята пътува със съпруга си извън Парма: през 1620 г. те правят официално посещение в Пиаченца, където стават свидетели на откриването на конните паметници на херцога и на баща му Алесандро Фарнезе.
Херцог Ранучо I умира на 5 март 1622 г. Неговият по-малък брат, кардинал Одоардо, действа като регент на Херцогство Парма от името на своя 10-годишен племенник и нов херцог Одоардо. Смъртта на кардинала през февруари 1626 г. позволява на Маргерита, вече овдовяла херцогиня, да стане новата регентка на сина си. Двугодишното ѝ регентство преминава по време на Тридесетгодишната война. Тя успява да поддържа стабилност в херцогството, спазвайки неутралитет. Във Войната за мантуанското наследство подкрепя Карло Гонзага, херцог на Невер, който по-късно става херцог на Мантуа и Монферат.
През 1628 г. херцог Одоардо I Фарнезе става пълнолетен и Маргерита се оттегля от задълженията си на регентка. През октомври същата година херцогът се жени за Маргарита де Медичи. Още през 1620 г. херцог Ранучо I се съгласява на този брак, но поради здравословни проблеми на Мария Кристина (родена с деформация и вероятно умствено увредена) през февруари 1627 г. е решено втората дъщеря на великия херцог, Маргарета, да стане новата съпруга и накрая съпругата на херцогиня на Парма.
Малко се знае за вдовстващата херцогиня след края на нейното регентство; единствената сигурност е, че е живяла в двора на сина си. Умира в Парма на 9 август 1646 г. на 58 г. Синът ѝ Одоардо умира на 11 септември.

## Брак и потомство
∞ 7 май 1600 в Рим за Ранучо I Фарнезе (* 1569, † 1622), херцог на Парма и Пиаченца, от когото има пет сина и четири дъщери:
- Алесандро Федерико Мария Фарнезе (*/† 8 август 1602);
- Мария Фарнезе (*/† 5 септември 1603);
- Алесандро Фарнезе (* 5 септември 1610, † 24 юли 1630), наследствен принц на Парма и Пиаченца, глухоням, изключен от наследяване;
- Одоардо I Фарнезе (* 28 април 1612, † 11 септември 1646), херцог на Парма и Пиаченца от 1622; ∞ 11 октомври 1628 във Флоренция за Маргарита де Медичи (* 21 или 31 май 1612, Флоренция; † 6 февруари 1679, Парма), от която има 5 сина и 3 дъщери
- Орацио Фарнезе (* 7 юли 1613, † 28 февруари 1614);
- Мария Катерина Фарнезе (* 18 февруари 1615, † 25 юли 1646), ∞ 11 януари 1631 Франческо I д’Есте (* 1610, † 1658), херцог на Модена и Реджо, от когото има 5 сина и 4 дъщери;
- Мария Фарнезе (*/† 29 април 1618);
- Витория Фарнезе (* 29 април 1618, † 10 август 1649), ∞ 12 февруари 1648 Франческо I д’Есте, херцог на Модена и Реджо, вдовец на сестра ѝ, от когото има 1 дъщеря;
- Франческо Мария Фарнезе (* 8 август 1619, † 12 юли 1647), 1644 кардинал.